# 斯波高経
斯波 高経（しば たかつね）は、南北朝時代の武将、守護大名。越前・若狭・越中守護。足利氏の有力一門・斯波氏（足利尾張守家）4代当主。藤島の戦いで新田義貞を討ち取る功を挙げた。
なお、高経自身はその存命中に斯波姓を自称したことも他称されたことも無く、足利氏の別家（足利尾張守家）当主として終生足利の名字で呼称されたため、現在も足利 高経（あしかが たかつね）と呼ばれることも多い。

## 概要
元弘3年（1333年）の足利尊氏の挙兵に従って鎌倉幕府に反旗を翻し、建武政権において越前守護職を得たが、後に尊氏が建武政権に反するとこれにも従って北朝軍の有力武将となる。北朝では北陸方面の司令官として活躍し、南朝軍の有力な司令官であった新田義貞を討つ功績を上げた。やがて観応の擾乱が起こると足利直義陣営に属して尊氏と戦うが、この間に尊氏、直義両陣営の間で離反と帰参を繰り返した。尊氏の死後、一時室町幕府の最高権力を得たものの、まもなく佐々木道誉らの策謀により失脚。洛中を落ちて越前杣山城にて失意の中病死した。

## 家系
斯波氏は足利本家4代当主の泰氏の長男・家氏から始まる名門で、成立当初より「足利」の名字を公称し、家氏以降の代々の当主が尾張守を称したため足利尾張守家（足利尾張家）と号するなど、他の足利一門とは一線を画す高い家格を有した。このため「足利家の庶家（庶流）」というよりは「足利家の別家（別流）」の扱いであり、高経自身も当時の史料において足利尾張守高経などと足利姓で表記される。
また足利本家から独立した御家人であったため、高経の「高」字は尊氏の初名である「高氏」とおなじく北条得宗家の北条高時の偏諱である（高経と尊氏は同年生まれ）。室町幕府が成立すると四男義将が管領となり、高経はその後見をつとめた。本格的に「斯波氏」を称するのは足利本家の家臣となった義将以降（但し戦国期に至っても史料上では依然として斯波姓で記述される例は殆ど確認できない）のことである。以後、室町時代を通して三管領の筆頭となった（詳細は斯波氏を参照）。

## 生涯

### 鎌倉御家人から建武政権へ
嘉元3年（1305年）に足利（斯波）宗氏の嫡男として誕生する。高経がいつ頃家督を継いでいたかは不明であるが、父・宗氏が諸系図で「早世」とあることや、元亨3年（1323年）12月の北条貞時13回忌供養に足利本家の貞氏、足利上総家（足利上総介家・三河家）の貞義らと共に出席していることから、既にこの頃には足利尾張家の当主となっていた可能性がある。
元弘3年（1333年）に後醍醐天皇の綸旨に応じた足利高氏（尊氏）に従って倒幕の兵を挙げ、六波羅探題攻めに参加する。鎌倉幕府滅亡後に後醍醐天皇による建武の新政が行われると、越前守護職に補任された。建武元年（1334年）、紀伊飯盛山の佐々目僧正憲法の反乱の際には、戦果の芳しくない楠木正成に代わりこれを鎮定した。

### 新田一族との戦い

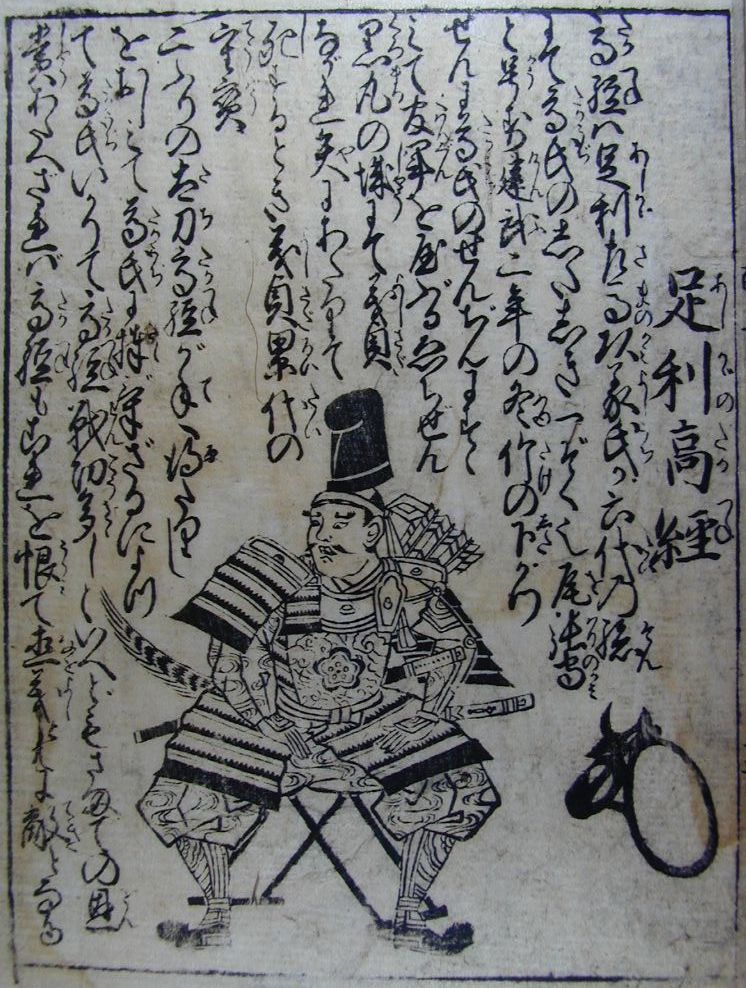
斯波高経肖像

やがて尊氏が建武政権から離反するとこれに従って以後武家方の有力武将として各地を転戦する。延元元年/建武3年（1336年）の新田義貞、楠木正成との間で行われた湊川の戦いにも山手軍の大将として参陣。楠木勢の退路を塞ぐなど勝利に貢献する。合戦後、尊氏が京都に武家政権を成立させ、後醍醐天皇が吉野に南朝を成立させて南北朝時代となると、北朝の越前守護として主に北陸方面で南朝方と攻防を繰り広げた。
湊川の戦い後、新田義貞が尊良親王、恒良親王の両親王を奉じて越前へ入国すると越前での戦況は激化。延元2年/建武4年（1337年）に、越前で高師泰と共に南朝方の金ケ崎城（福井県敦賀市）を攻め、両親王を擁した義貞、義顕親子を破る。事実上の総大将であった義貞こそ取り逃がしたものの、尊良親王と義顕を自害させ、恒良親王を捕らえるなどの軍功をあげる。その後義貞の巻き返しによって府中や金ヶ崎城を奪われたが、高経は平泉寺の宗徒を自陣営に抱き込んで義貞の攻勢を防いだ。
そして延元3年/建武5年（1338年）閏7月、越前藤島の灯明寺畷においてついに義貞自身を討ち取る大功をあげた（藤島の戦い）。延元4年/暦応2年（1339年）からは義貞の弟脇屋義助が宮方の大将として立ち塞がり、一時は越前から加賀へ落ちるなど苦戦を味わったが、興国元年/暦応3年（1340年）に反攻をしかけ義助を美濃へ追い、興国2年/暦応4年（1341年）残る宮方勢力を討ち破り越前を平定した。
この間、嫡男の家長は奥州の北畠顕家への抑えと鎌倉に残った尊氏の嫡男義詮の補佐のため奥州総大将と関東執事に任命されたが、顕家の進撃を止められず延元2年/建武4年12月25日（1338年1月16日）に戦死している（家長の子孫は高水寺斯波氏として紫波郡に土着）。また弟の家兼は奥州の統治を任され、正平9年/文和3年（1354年）に奥州管領に就任。子孫は奥羽一帯に土着して大崎氏（奥州探題）・最上氏（羽州探題）等となった。

### 離反と帰参
足利幕府の内紛から発展した観応の擾乱が勃発すると、はじめ足利直義方に与してその有力武将となるものの、直義失脚後に尊氏方に帰順。やがて直義が南朝に降伏し尊氏方に対して挙兵すると、これに呼応して直義方に復帰したが、直義の死後に再度尊氏方に帰順した。この間に正平一統における南朝方の京都制圧においては義詮を助けて京都奪還に功をあげる。しかし正平10年/文和4年（1355年）、尊氏の庶子で直義の養子である直冬に呼応して三度幕府に反旗を翻し、今度は自身が京都を制圧するに至った。その翌年の正平12年/延文元年（1356年）、軍勢の衰えた直冬方から離反してまたも幕府へ帰参するなど、叛服常なき行動を繰り返した（なお、次男の氏経は直冬方の離反には従わず、尊氏が父・高経から没収した越前国を与えられている）。

### 高経政権
正平13年/延文3年（1358年）、尊氏が死去すると剃髪し道朝と称して2代将軍となった義詮の補佐を行う。正平16年/康安元年（1361年）に、それまで執事（後の管領）であった細川清氏が失脚して南朝へ降ると、一門の長老であった高経の影響力が強まり幕府の実権を掌握した。高経は正平17年/康安2年（1362年）に4男の義将を執事（管領）職に就かせ、実権は自身が握って幕政を主導した（なお、当時の執事と管領は別の役職で高経が管領として執事である義将を補佐したとする異説もある）。また5男の義種を小侍所の頭人（後に侍所頭人）、孫の義高（氏経の子）を引付衆に据えるなど幕府中枢を斯波一族で占めた。高経政権下では防長の大名である大内弘世や山陰に強大な勢力を築いていた山名時氏を幕府へ帰順させることに成功するなど、幕府政治は安定化に向かっていった。また高経は将軍の威信を高める為に将軍邸の造営費を諸侯に負担させたり、諸侯に賦課する武家役（税金）を従来の50分の1から20分の1に引き上げて幕府経済の充実化を図るなど、幕府権威の向上に腐心した。その頃、次男の氏経は九州探題に任ぜられたが、南朝方に敗れて解任されると、先の越前守護の件で氏経と不仲になっていた高経はこれを排し、義将を後継者とした。

### 失脚、最期
このように将軍・幕府権威の向上に腐心した高経であったが、その強権的な政治は諸大名や寺社勢力からの反発を招くに至る。特に高経の3男氏頼の舅であった佐々木道誉（京極高氏）は、かつて自身の推す氏頼を退けて義将を管領とした高経を憎んでいたため、両者は激しく対立する。正平21年/貞治5年（1366年）8月、突如として将軍義詮より領国へ戻るように命じられ失脚した（貞治の変）。後任の管領には道誉が推す細川頼之が就任したため義将の幕政復帰後も斯波氏と細川氏の対立構図は残り、3代将軍足利義満時代の康暦の政変へとつながっていく。
都落ちした高経は幕府の討伐軍に屈す事無く戦い続けたが、貞治6年/正平22年（1367年）に杣山城（福井県南越前町）で死去。享年63。法名は東光寺（後に霊源院）殿道朝日峯。
なお高経の死後、義将はまもなく赦免され幕府に復帰している。

## 人物・逸話
- 足利一門中最高の家格を持ち、将軍家と同格と自負する斯波家の当主として非常に誇り高かったとみえ、細川清氏の後任として幕府の執事（後の管領）職に推された際に、「執事は家人の高氏や外戚の上杉氏などがなるべきであって当家には相応しくない」と難色を示したという。しかし、結局は自身の子である義将を執事職に就ける形でこれを受け入れ幕府の実権を握った。
- 『太平記』において新田義貞を藤島にて討ち取った際、鬼切と鬼丸の二振りの名刀を手に入れたとされる。後日、尊氏が「それは源氏重代の家宝だから」と引渡しを求めたが、高経は「焼けてしまった」と言って焼けた太刀を渡した。尊氏は真相を知ると非常に機嫌を損ねたという。後年、高経が失脚すると鬼丸は足利将軍家の手に渡り、鬼切は斯波一族の最上氏に伝来した。
- 高経が政権を掌握していた時期、佐々木道誉に任せた五条橋の架橋工事が遅々として進まないのを見かね、高経が全て終わらせた。道誉は面目を潰されたと思い、後日将軍邸で行われた高経主催の花見が行われる際、初め出席するとの返事をしたが、当日になってこれを違え、自邸で盛大な花見を催した。それは将軍邸での花見が霞むほどで、今度は高経が面目を潰された格好になった。
- 讒言を受けて窮地に陥った高経が義詮に向かって「この道朝（高経）を除くのであれば、刺客を一人我が邸宅に送り込めば済む事ではないですか。何故わざわざ軍勢を以って討とうとなされるのか」と切実に訴えたが、義詮の返事は「今の世の中は余の思いのままにならぬのだ。ここは穏便に越前へ帰国してはくれまいか」と頼りないものであった。これに憤慨した高経は越前下向を決意し、黙して都を落ちるのを潔しとせず、自邸に火を放ち将軍邸を襲う振りをして堂々と帰国したという。

これらの真偽の程はともかく、高経が足利一門の名家として非常に誇りが高く、尊氏、道誉と決して仲が良くはなかった事を伝える逸話である。
その一方で『太平記』では、高経が政権を掌握した際に「道朝入道（高経）殿はなんといっても鎌倉幕府の全盛期を生きた御方であるから、昨今のバサラ連中とは違って礼節・法度を弁えている」と、高経政権が武士達から期待を以って迎えられた事や、その失脚の様が楚の名臣・屈原と重ねあわされているなど、同情的に描かれている。

## 官歴
※日付＝旧暦
- 1333年（元弘3年）、尾張守。
- 1334年（建武元年）、越前守護に任ぜられる。
- 1337年（建武4年/延元2年）1月29日、従五位下に叙し、右馬頭に任官。
- 1340年（暦応3年/興国元年）、若狭守護を兼ねる。
- 1342年（暦応5年/興国3年）1月15日、従四位下に昇叙し、修理大夫に転任。
- 1361年（康安元年/正平16年）、越中守護を兼ねる。
- 1362年（貞治元年/正平17年）、出家し道朝と号す。

## 子息
- 長男：家長：陸奥守。関東執事、奥州総大将。高水寺斯波家の祖。
- 次男：氏経：左京大夫。越前守護、九州探題。末野氏の祖。
- 3男：氏頼：左衛門佐。若狭守護。
- 4男：義将：右衛門督。管領、越前・信濃守護。斯波氏第5代当主。
- 5男：義種：修理大夫。侍所頭人、加賀守護。大野斯波家の祖。